# Nils Wallerius (präst)
Nils Wallerius (Nicolaus, Nicolai Wallerman), född 30 augusti 1668 i Högsby socken, Kalmar län, död 19 juli 1740 i Karlskrona, var en svensk amiralitetssuperintendent och grafiker.
Han var son till kyrkoherden Nicolaus Wallerius och Christina Phrygia samt gift med Elisabeth Rehn. Wallerius blev student vid Uppsala universitet 1678 och i Lund 1688 där han 1689 disputerade på avhandlingen De diebus canicularibus för Andreas Riddermarck. Avhandlingen var illustrerad med egenhändigt förtjänstfullt utförda kopparstick. Efter ett längre studieuppehåll i Tyskland prästvigdes han 1694 och slutade som amiralitetssuperintendent i Karlskrona.